# Michele Corradini
Michele Corradini, né le 23 janvier 1996 à Pérouse, est un coureur cycliste italien.

## Biographie
Ses parents ont tous deux pratiqué le cyclisme en amateur, et il est le petit-fils d'Ascanio Arcangeli (it), ancien cycliste professionnel. Il commence le cyclisme à l'âge de 12 ans et remporte sa première course à 14 ans.
En catégorie juniors, il se classe troisième du championnat d'Italie sur route en 2014. Il fait ensuite ses débuts espoirs en 2015 au sein de l'équipe Mastromarco. Les années suivantes, il obtient plusieurs victoires chez les amateurs italiens et diverses places d'honneur. 
En 2018, Michele Carradini termine notamment troisième du championnat d'Italie espoirs et d'une étape du Tour d'Italie espoirs. Il participe également avec sa sélection nationale aux championnats d'Europe de Zlín, où il abandonne. Au mois d'aout, il rejoint l'équipe continentale Amore & Vita-Prodir en tant que stagiaire.
Lors de la saison 2019, il obtient deux victoires chez les amateurs italiens et de nombreuses places d'honneur. En avril, il participe au Tour des Alpes parmi les professionnels, avec la sélection italienne,. 
Pour 2020, il signe avec la nouvelle équipe professionnelle hongroise Epowers Factory,, mais celle-ci ne voit cependant pas le jour.

## Palmarès
- 2014
  - 2e du Trofeo Salvatore Morucci
  - 3e du championnat d'Italie sur route juniors
- 2016
  - Coppa Sportivi di Caserana
  - Gran Premio Città di Lastra a Signa
  - 2e du Trofeo Comune di Lamporecchio
  - 2e de la Coppa 29 Martiri di Figline di Prato
  - 3e de la Coppa Ciuffenna
  - 3e de la Ruota d'Oro
- 2017
  - Coppa del Grano
- 2018
  - Giro del Casentino
  - Gran Premio Chianti Colline d'Elsa
  - 2e du Trophée Tempestini Ledo
  - 2e de la Coppa Cicogna
  - 3e du championnat d'Italie sur route espoirs
  - 3e du Gran Premio Ezio Del Rosso
- 2019
  - Gran Premio dell'Industria Civitanova Marche
  - Grand Prix Santa Rita
  - 2e de la Coppa Penna
  - 2e du Giro del Montalbano
  - 2e de la Coppa Ciuffenna
  - 3e du Giro del Casentino
- 2021
  - 2e du Gran Premio La Torre

## Classements mondiaux
| Année           | 2016   | 2017   | 2018   |
| --------------- | ------ | ------ | ------ |
| UCI Europe Tour | 1 081e | 1 878e | 1 114e |